# Паламедес, Антони
Антони Паламедес (нидерл. Anthonie Palamedesz; 1601, Делфт (Южная Голландия) — 27 ноября 1673, Амстердам) — голландский живописец «Золотого века голландской живописи». Мастер картин бытового жанра, портретов и натюрмортов, в том числе типа vanitas. Представитель делфтской школы. Наиболее известен картинами, изображающими весёлые компании с элегантными фигурами кавалеров и дам, развлекающихся играми, музыкой и беседами, а также так называемыми сценами Kortgaardjes (кордегардий), в которых солдаты коротают время за всевозможными занятиями.
Его младший брат, живописец батального жанра, Паламедес Паламедес (1605—1638) с 1631 года работал во Фландрии, в Антверпене. Оба брата получили прозвание «Стевартс» (Stevaerts). Сын Антони — Паламедес Паламедес Второй (1633—1705) — также живописец.

## Биография
Антони Паламедес родился в Делфте в 1601 году в семье с давними ремесленными традициями. Отец был фламандским художником-декоратором, или гранильщиком камней, который, проработав некоторое время у короля Якова в Шотландии и создав там семью, поселился в Делфте. По сведениям Арнольда Хоубракена, автора знаменитых жизнеописаний «Великий театр нидерландских художников и художниц» (De Groote Schouburgh der Nederlantsche Konstschilders en Schilderessen, 1718—1721), художник родился в Лондоне, а его отец «был искусным мастером по изготовлению кружек, чашек, ваз из яшмы, порфира, агата и подобных драгоценных камней».
В русскоязычных источниках встречается иная информация: Антони был сыном скульптора и мастера-керамиста, занимавшегося изготовлением знаменитых делфтских фаянсов, или, мастера-каменотёса (?).
Антони Паламедес, вероятно, учился живописи у Михилa Янса ван Миревелтa и Ханса Йорданса Старшего (Первого). Некоторые источники называют его наставником амстердамского художника Хендрика Герритса Пота, который работал в Делфте в 1620-х годах.
Он стал членом Гильдии Святого Луки в своём родном городе 6 декабря 1621 года и был деканом гильдии в 1635, 1638, 1663 и 1672 годах. В 1623—1627 годах жил в городе Харлем.
В 1630 году Антони женился на Анне Йостен ван Горендийк (нидерл. Anna Joosten van Hoorendijk), в браке с которой родилось шестеро детей. В течение 1620—1640-х годов финансовое положение художника было устойчивым, о чём свидетельствуют значительные средства, полученные от продажи картин, а также покупка в 1638 году дома стоимостью 3400 гульденов.
В 1651 году умерла его первая жена, через семь лет он женился во второй раз на Агье Вудварт (нидерл. Aagje Woedewart), от которой у него родился ещё один сын, но этот брак считается несчастливым. Семейные неурядицы сопровождались денежными трудностями. В конце 1668 года Паламедесу пришлось взять ссуду в Делфтском городском совете на покрытие своих долгов. Не решив всех своих финансовых и семейных проблем, художник в 1673 году уехал в Амстердам, чтобы жить со своим старшим сыном. Он умер там 27 ноября 1673 года и был похоронен в «Старой церкви» (Ауде керк) в Амстердаме 1 декабря 1673 года..

## Творчество
Антони Паламедес был характерным представителем делфтской школы живописи, бытовых картин, портретов, натюрморта и пейзажа. Его произведениям свойственна мастерская передача предметов обстановки жилого дома, быта, тканей, одежд. В портретах он наследовал и продолжил творчество своего учителя Миревелта, в Композиция (изобразительное искусство) композициях бытового жанра был последователем харлемских и амстердамских мастеров.
Историк искусства А. И. Сомов писал, что произведениям художника присущи: «Жизненность, тонкая характеристика действующих лиц и положений, мягкость и плавность тщательного, порой крайне деликатного письма и превосходно разыгранный эффект светотени…». Кроме того, его работы представляют интерес в качестве художественных свидетельств, знакомящих с нравами жизни его эпохи. Ю. И. Кузнецов уточнял, что «тональное начало взяло верх в его живописи, но всё же цветовой контраст, пусть тихий, несмелый, выгодно отличает Паламедеса среди современников».
По мнению ряда исследователей, «интерьерные» работы Паламедеса повлияли на творчество Якоба ван Велзена, которого некоторые даже называют его учеником. Однако существует точка зрения, что напротив, ван Велзен, мог оказать влияние на Паламедеса, так как первые атрибутированные картины последнего созданы не ранее 1632 года, то есть позже установленных работ ван Велзена в бытовом жанре.
Творчество Паламедеса представлено в галереях Амстердама, Антверпена, Берлина, Касселя, Гааги, Мюнхена, Парижа, Москвы, Санкт-Петербурга, Роттердама, Вены. В санкт-петербургском Эрмитаже имеется две картины Антони Паламедеса.

## Галерея
- Весёлая компания обедающих и музицирующих. 1632. Дерево, масло. Маурицхёйс, Гаага
- Портрет богато одетого молодого человека. 1664. Холст, масло. Частное собрание
- Офицер, дующий в трубу. Дерево, масло. Частное собрание
- Весёлая компания. 1633. Дерево, масло. Халльвюльский музей, Стокгольм
- Караульное помещение с солдатами. 1647. Дерево, масло. Рейксмюсеум, Амстердам
- Сцена в кордегардии. 1654. Дерево, масло. Дворец в Лазенках, Варшава
- В казарме. 1650. Дерево, масло. Национальный музей, Варшава
- Vanitas. Между 1630 и 1660. Холст, масло. Рейксмюсеум, Амстердам